# Hlybotschyzja
Hlybotschyzja (ukrainisch Глибочиця; russisch Глубочица Glubotschiza, polnisch Waćków) ist ein Dorf in der ukrainischen Oblast Schytomyr mit etwa 2700 Einwohnern (2001).
Das 1571 gegründete Dorf liegt im Rajon Schytomyr unmittelbar östlich vom Flughafen Schytomyr und 10 km östlich der Innenstadt des Oblast- und Rajonzentrums Schytomyr.
Bis zum 7. Juni 1946 trug das Dorf den ukrainischen Namen Wazkiw (Вацьків).
Durch das Dorf verläuft die Fernstraße M 06/E 40 und die Territorialstraße T–06–14.

## Verwaltungsgliederung
Am 27. März 2017 wurde das Dorf zum Zentrum der neugegründeten Landgemeinde Hlybotschyzja (ukrainisch Глибочицька сільська громада/Hlybotschyzka silska hromada), zu dieser zählten auch noch die 9 in der untenstehenden Tabelle aufgelistetenen Dörfer, bis dahin bildete es zusammen mit den Dörfern Beresyna, Hadsynka und Nowa Wyhoda die gleichnamige Landratsgemeinde Hlybotschyzja (Глибочицька сільська рада/Hlybotschyzka silska rada) im Nordosten des Rajons Schytomyr.
Am 12. Juni 2020 kamen noch die 3 Dörfer Kalyniwka, Klitschyn und Lewkiw zum Gemeindegebiet.
Folgende Orte sind neben dem Hauptort Hlybotschyzja Teil der Gemeinde:
| Name                     | Name            | Name                                         |
| ukrainisch transkribiert | ukrainisch      | russisch                                     |
| ------------------------ | --------------- | -------------------------------------------- |
| Beresyna                 | Березина        | Березина (Beresina)                          |
| Hadsynka                 | Гадзинка        | Гадзинка (Gadsinka)                          |
| Horodenka                | Городенка       | Городенка (Gorodenka)                        |
| Kalyniwka                | Калинівка       | Калиновка (Kalinowka)                        |
| Klitschyn                | Клітчин         | Клетчин (Kletschin)                          |
| Kmytiw                   | Кмитів          | Кмитов (Kmitow)                              |
| Lewkiw                   | Левків          | Левков (Lewkow)                              |
| Mali Koscharyschtscha    | Малі Кошарища   | Малые Кошарища (Malyje Koscharischtscha)     |
| Nowa Wyhoda              | Нова Вигода     | Новая Выгода (Nowaja Wygoda)                 |
| Rudenka                  | Руденька        | Руденька                                     |
| Studenyzja               | Студениця       | Студеница (Studeniza)                        |
| Welyki Koscharyschtscha  | Великі Кошарища | Великие Кошарища (Welikije Koscharischtscha) |